# Chikka Mandur, Virajpet
Chikka Mandur là một làng thuộc tehsil Virajpet, huyện Kodagu, bang Karnataka, Ấn Độ.